# ×Myrtgerocactus lindsayi
× Myrtgerocactus lindsayi Moran è una pianta succulenta della famiglia delle Cactaceae.  Si tratta di un ibrido naturale intergenerico tra Myrtillocactus cochal e Bergerocactus emoryi, scoperto nei pressi di El Rosario in Bassa California (Messico).